# رونالد چنگ
رونالد چنگ (انگلیسی: Ronald Cheng؛ زادهٔ ۹ مارس ۱۹۷۲) بازیگر، ترانه‌سرا، خواننده، تهیه‌کننده فیلم و تهیه‌کننده موسیقی اهل هنگ کنگ است.